# Bendel Insurance FC
El Bendel Insurance FC, també conegut com a Insurance of Benin FC, és un club de futbol de la ciutat de Benin City, Nigèria. Originàriament fou conegut com a Vipers of Benin. Disputa els seus partits a l'estadi Samuel Ogbemudia, que té una capacitat per a 20.000 espectadors.
Fou un dels clubs fundadors de la lliga nigeriana de futbol el 1972.
L'equip patí una disputa sobre el control de l'equip la temporada 2007-08. Finalment va perdre la categoria al final de la temporada, després d'acabar en darrera posició. Primer descens del club a segona categoria en tota la seva història. L'agost de 2008, el control del club passà a mans del govern de l'estat d'Edo.

## Palmarès
- Lliga nigeriana de futbol:[5]
  - 1973, 1979

- Copa nigeriana de futbol:[6]
  - 1972, 1978, 1980

- Copa de la CAF de futbol:
  - 1994

- Recopa africana de futbol: 
  - Finalista el 1989

- Copa d'Àfrica Occidental de clubs (UFOA Cup):
  - 1993, 1994, 1995